# Тальві Айно
Айно Аугустівна Тальві (ест. Aino Talvi, справжнє прізвище — Піндам (Pindam), до 1928 року — Айно Мюллер, з 1928 по 1938 роки — Айно Оя; 1909—1992) — естонська радянська актриса. Народна артистка СРСР (1966).

## Життєпис
Айно Піндам народилася 24 січня (6 лютого) 1909 року (за іншими джерелами — в 1905 році) в Юр'єві (нині Тарту, Естонія).
У 1927 році закінчила гімназію для дівчаток (нині імені М. Хярми) Естонського товариства молодіжної освіти в Тарту.
У 1929 році Айно Тальві почала кар'єру хористки театру «Ванемуйне» в Тарту, пізніше — актриса цього театру.
У 1935—1944 роках працювала актрисою Талліннського театру «Драмстудія» (з 1937 — Естонський драматичний театр, в 1952—1989 — Естонський державний театр драми імені В. Кінгисеппа), в 1944—1949 — театру «Естонія» (нині Національна опера «Естонія») в місті Таллінн.
З 1949 року (після об'єднання з драматичною трупою театру «Естонія») і по 1984 рік — Айно Тальві працювала актрисаою Естонської драматичного театру в Талліні.
Також знімалася в кіно.
Померла Айно Тальві 12 березня 1992 року в Талліні. Похована на Лісовому кладовищі.

## Нагороди та звання
- Заслужена артистка Естонської РСР (1952)
- Народна артистка Естонської РСР (1956)
- Народна артистка СРСР (1966)
- Державна премія Естонської РСР (1950)[3]
- орден Леніна (30.12.1956)
- медалі
- У 1980—1984 роках — володарка пам'ятного кільця першої професійної актриси Естонії Лійни Рейман.

## Ролі в театрі

### Театр «Ванемуйне»
- 1932 — «Королева краси» Артура Адсона — Елен
- 1933 — «Бог мошни» Аугуста Кіцберга — Мілі
- 1934 — «Воскресіння» Лева Толстого і Федора Раскольникова — Бочкова

### Естонський драматичний театр
- 1936 — «Томас Нипернааді» А. Гайліта — Елло та Ліз
- 1936 — «Проклятий хутір» А. Кіцберга — Урве
- 1936 — «Уявний хворий» Мольєра — Анжеліка
- 1937 — «Господар Кирбоя» Антона Таммсааре — Ганна
- 1937 — «Літо» Оскара Лутса — Теєле
- 1938 — «Весілля Тоотса» О. Лутса — Теєле
- 1938 — «Пісня про багряно-червону квітку» Йохханеса Ліннанкоскі — Кулліккі
- 1939 — «Тютюнова дорога» Ерскіна Колдуелла — Ада
- 1940 — «Цезар і людина» А. Новашинского — Лукреція Борджіа
- 1941 — «Перевертень» А. Кітцберга — Марі
- 1941 — «На дні» Максима Горького — Настя
- 1942 — «Боротьба за престол» Генріка Ібсена — Маргарет
- 1943 — «Ляльковий будиночок» Г. Ібсена — Нора
- 1943 — «Вчені жінки» Мольєра — Арманда
- 1949 — «Куди йдеш, товаришу директор?» Ааду Хінта — Лідія
- 1951 — «Дядя Ваня» Антона Чехова — Олена
- 1951, 1955, 1958 — «Варгамяє» А. Таммсааре — Марі
- 1952 — «Любов Ярова» Костянтина Треньова — Любов Ярова
- 1953 — «Спритна служниця» Карло Гольдоні — Арджентина
- 1954 — «Маскарад» Михайла Лермонтова — Баронеса Штраль
- 1955 — «Старий дуб» А. М. Якобсона — Тамара
- 1955 — «Антоній і Клеопатра» Вільяма Шекспіра — Клеопатра
- 1955 — «Живий труп» Лева Толстого — Ганна Дмитрівна
- 1956 — «Атлантичний океан» Югана Смуула — Естер
- 1957 — «Оптимістична трагедія»Всеволода Вишневського — комісар
- 1957 — «Будинок, де розбиваються серця» Бернарда Шоу — леді Етеруорд
- 1958 — «Єгор Буличов та інші» Максима Горького — Меланія
- 1960 — «Юдифь» А. Таммсааре — Юдиф
- 1962 — «Мамаша Кураж і її діти» Бертольта Брехта — Кураж[4]
- 1965 — «Невловиме диво» Едуарда Вільде — Сальму Педак
- 1966 — «Дім Бернарди Альби» Федеріко Гарсіа Лорки — Бернарда Альба
- 1966 — «Вдова полковника» Югана Смуула — Вдова
- 1968 — «Останні» М. Горького — Софія
- 1971 — «Святе озеро» К. Сая — Даугвілене
- 1971 — «Довгий день йде в ніч» Юджина О'ніла — Мері
- 1973 — «Кішки-мишки» Іштвана Еркеня — Гіза
- 1975 — «Річард III» Вільяма Шекспіра — Єлизавета
- 1976 — «Рожевий сад» Е. Ветемаа — Мати
- 1979 — «Останній строк» Валентина Распутіна — Ганна[3]

### Театр «Естонія»
- 1944 — «Eluaabits» Марселя Паньоля — Сюзі
- 1945 — «Школа лихослів'я» Річарда Шерідана — Леді Uniohakas
- 1945 — «На всякого мудреця досить простоти» Олександра Островського — Клеопатра
- 1945 — «Веління часу» Йоганнеса Семпера — Ксрсти
- 1946 — «Життя в цитаделі» Аугуста Якобсона — Єва Мійлас
- 1947 — «Сірано де Бержерак» Едмона Ростана — Роксана
- 1947 — «Три сестри» Антона Чехова — Ольга
- 1949 — «Отелло» Вільяма Шекспіра — Дездемона

## В телепостановках
- 1964 — «Скляний звіринець» Теннессі Вільямса
- 1969 — «Чорний лебідь»

## На радіо
- 1948 — «Вишневий сад» А. П. Чехова
- 1959 — «Дика качка» Г. Ібсена

## Фільмографія
- 1947 — Життя в цитаделі / Elu tsitadellis — Єва Мійлас
- 1956 — На задвірках — Сяйнас
- 1959 — Непрохані гості — мати Хільди
- 1970 — Комуна ВХУТЕМАС (з циклу Штрихи до портрета Володимира Леніна) — Клара Цеткін.

## Пам'ять
- У 1971 році знято телефільм «Айно Тальві».